# Fobdown
Fobdown is een plaats en civil parish in het bestuurlijke gebied City of Winchester, in het Engelse graafschap Hampshire.